# 오피셜 U.S. 플레이스테이션 매거진
〈오피셜 U.S. 플레이스테이션 매거진〉(Official U.S. PlayStation Magazine)은 제프 데이비스 미디어가 발행했던 미국의 잡지이며, 본사는 캘리포니아주 샌프란시스코에 위치했다. 1997년 12월에 창간하였으나 2007년 1월에 폐간되었다.